# Осинки (посёлок, городской округ Семёновский)
Осинки — посёлок в городском округе Семёновский Нижегородской области. Относится к Ивановскому территориальному отделу (бывший Ивановский сельсовет).

## Общая физико-географическая характеристика
Географическое положение
Расположен в лесистой местности, на правом притоке Южного Козленца в 26 км к северо-западу от Семёнова и в 75 км к северу от Нижнего Новгорода. Имеется подъездная дорога от автодороги Семёнов — Ковернино со стороны деревни Татарка. Абсолютная высота 130 метров над уровнем моря.
Часовой пояс
Осинки, как и вся Нижегородская область, находится в часовой зоне МСК (московское время). Смещение применяемого времени относительно UTC составляет +3:00.

## Население
| 2002 | 2010 |
| ---- | ---- |
| 40   | ↘23  |

Национальный состав
Согласно результатам переписи 2002 года, в национальной структуре населения русские составляли  100% из 40 человек.